# Dmitrij Biwoł
Dmitrij Jurjewicz Biwoł (ros. Дмитрий Юрьевич Бивол; ur. 18 grudnia 1990) – rosyjski bokser, młodzieżowy wicemistrz świata z roku 2008, mistrz świata kadetów z roku 2007, srebrny medalista Letniej Uniwersjady 2013 w Kazaniu, mistrz Rosji z roku 2012, 2014
W sezonie 2012/2013 i 2013/2014.
Ma ojca Jurija pochodzącego z Mołdawskiej SRR, a matkę Jelenę, Koreankę pochodzącą z Kirgiskiej SRR. Szkolenie w boksie rozpoczął mając 6 lat, w wieku 11 lat wyjechał z rodziną do Sankt Petersburga w Rosji. Jest żonaty i mieszka w Sankt Petersburgu. Od 2014 bokser zawodowy, były mistrz świata organizacji WBA w wadze półciężkiej.

## Kariera
Na przełomie sierpnia i września 2007 był uczestnikiem mistrzostw świata kadetów 2007 w Baku. Zdobył złoty medal w kategorii półciężkiej, pokonując w finale Zorana Jašarevicia. W październiku 2008 na młodzieżowych mistrzostwach świata w 2008 w Guadalajarze dotarł do półfinału przegrywając w nim z Kubańczykiem Reyem Recio.
W grudniu 2012 został mistrzem Europy w kategorii półciężkiej do lat 22. W półfinale pokonał Fina Ville Hukkanena, a w finale Mołdawianina Petru Ciobanu
W lipcu 2013 zdobył srebrny medal w kategorii półciężkiej na Letniej Uniwersjadzie 2013 w Kazaniu. W półfinale pokonał na punkty (3:0) Uzbeka Elshoda Rasulova, nie przystępując do pojedynku finałowego.
Pierwszą zawodową walkę stoczył 28 listopada 2014 roku w Moskwie. Pokonał wówczas przez TKO w 6. rundzie Jorge Rodrigueza Oliveirę.
4 listopada 2017 roku w Monte Carlo, mając na koncie jedenaście zawodowych wygranych z rzędu, przystąpił do walki o wakujący pas mistrza świata organizacji WBA. Jego rywalem był Australijczyk Trent Broadhurst (20-1, 12 KO). Zwyciężył przed czasem już w pierwszej rundzie, zostając nowym czempionem.
3 marca 2018 roku w Nowym Jorku pokonał przez nokaut w dwunastej rundzie Kubańczyka Sullivana Barrerę (21-1, 14 KO), po raz pierwszy skutecznie broniąc tytułu mistrza świata organizacji WBA.
4 lipca 2018 pokonał na punkty  116:112, 120:108 i 120:108 Isaaka Chilembę (25-6-2, 10 KO) obronił tytuł mistrza świata wagi półciężkiej federacji WBA.
10 marca 2019 pokonał wysoko na punkty w stosunku 118:110 i dwukrotnie 119:109 Joe Smitha Jr., znacznie przeważając w statystyce celnych ciosów(24-3, 20 KO) i obronił tytuł mistrza świata wagi półciężkiej federacji WBA.

### Walka z Saulem Alvarezem
7 maja 2022 roku w T-Mobile Arena w Las Vegas zmierzył się ze zunifikowanym mistrzem świata kategorii super średniej, Saulem Alvarezem (57-2-2, 39 KO). Zwyciężył jednogłośnie na punkty (115-113, 115-113, 115-113), dzięki czemu po raz ósmy obronił tytuł WBA w kategorii półciężkiej.

### Walka z Gilberto Ramirezem
5 listopada 2022 roku na gali w Abu Zabi zawalczył w obowiązkowej obronie tytułu WBA w kategorii półciężkiej z niepokonanym wcześniej Gilberto Ramirezem (44-1, 30 KO). Zwyciężył jednogłośnie na punkty (118-110, 117-111, 117-111), z sukcesem broniąc swojego pasa.

### Walka unifikacyjna w wadze półciężkiej
12 października 2024 roku w Rijadzie stanął do walki unifikacyjnej w wadze półciężkiej o pasy WBC, WBA, IBF oraz WBO. Jego rywalem był niepokonany Artur Beterbijew (20-0, 20 KO). Pojedynek miał bardzo wyrównany przebieg. Ostatecznie po dwunastu rundach sędziowie dwa do remisu wskazali na jego przeciwnika: 114-114, 113-115, 112-116.

## Lista walk zawodowych w boksie
| Wynik     | Bilans | Przeciwnik (bilans przed walką) | Rozstrzygnięcie | Runda, czas   | Data       | Miejsce                              | Uwagi |
| --------- | ------ | ------------------------------- | --------------- | ------------- | ---------- | ------------------------------------ | --- |
| Wygrana   | 24-1   | Artur Bietierbijew              | MD              | 12            | 22.02.2025 | Kingdom Arena, Rijad                 | Zdobył pasy mistrzowskie WBC, WBA, IBF oraz WBO w wadze półciężkiej                                                              |
| Przegrana | 23-1   | Artur Bietierbijew              | MD              | 12            | 12.10.2024 | Kingdom Arena, Rijad                 | Stracił tytuły: WBA (Super) i IBO w wadze półciężkiej. Walka o tytuł WBC, IBF, WBO i wakujący tytuł The Ring w wadze półciężkiej |
| Wygrana   | 23-0   | Malik Zinad                     | TKO             | 6 (12), 2:06  | 01.06.2024 | Kingdom Arena, Rijad                 | Obronił tytuły WBA (Super) i IBO w wadze półciężkiej                                                                             |
| Wygrana   | 22-0   | Lyndon Arthur                   | UD              | 12            | 23.12.2023 | Kingdom Arena, Rijad                 | Obronił tytuł WBA (Super) w wadze półciężkiej. Zdobył tytuł IBO w wadze półciężkiej                                              |
| Wygrana   | 21-0   | Gilberto Ramírez                | UD              | 12            | 05.11.2022 | Etihad Arena, Abu Zabi               | Obronił tytuł WBA (Super) w wadze półciężkiej                                                                                    |
| Wygrana   | 20-0   | Saúl Álvarez                    | UD              | 12            | 07.05.2022 | T-Mobile Arena, Las Vegas            | Obronił tytuł WBA (Super) w wadze półciężkiej                                                                                    |
| Wygrana   | 19-0   | Umar Salamow                    | UD              | 12            | 11.12.2021 | KKR Uralec, Jekaterynburg            | Obronił tytuł WBA (Super) w wadze półciężkiej                                                                                    |
| Wygrana   | 18-0   | Craig Richards                  | UD              | 12            | 01.05.2021 | Manchester Arena, Manchester         | Obronił tytuł WBA (Super) w wadze półciężkiej                                                                                    |
| Wygrana   | 17-0   | Lenin Castillo                  | UD              | 12            | 12.10.2019 | Wintrust Arena, Chicago              | Obronił tytuł WBA (Super) w wadze półciężkiej                                                                                    |
| Wygrana   | 16-0   | Joe Smith Jr.                   | UD              | 12            | 09.03.2019 | Turning Stone Resort Casino, Verona  | Obronił tytuł WBA w wadze półciężkiej                                                                                            |
| Wygrana   | 15-0   | Jean Pascal                     | UD              | 12            | 24.11.2018 | Etess Arena, Atlantic City           | Obronił tytuł WBA w wadze półciężkiej                                                                                            |
| Wygrana   | 14-0   | Isaac Chilemba                  | UD              | 12            | 04.08.2018 | Etess Arena, Atlantic City           | Obronił tytuł WBA w wadze półciężkiej                                                                                            |
| Wygrana   | 13-0   | Sullivan Barrera                | TKO             | 12 (12), 1:41 | 03.03.2018 | Madison Square Garden, Nowy Jork     | Obronił tytuł WBA w wadze półciężkiej                                                                                            |
| Wygrana   | 12-0   | Trent Broadhurst                | KO              | 1 (12), 3:00  | 04.11.2017 | Casino de Salle Medecin, Monte Carlo | Obronił tytuł WBA w wadze półciężkiej                                                                                            |
| Wygrana   | 11-0   | Cedric Agnew                    | TKO             | 4 (10), 1:27  | 17.06.2017 | Michelob Ultra Arena, Las Vegas      | |
| Wygrana   | 10-0   | Samuel Clarkson                 | TKO             | 4 (12), 1:40  | 14.04.2017 | MGM National Harbor, Oxon Hill       | Obronił tymczasowy tytuł WBA w wadze półciężkiej                                                                                 |
| Wygrana   | 9-0    | Robert Berridge                 | TKO             | 4 (12), 0:47  | 23.02.2017 | Nizhny Tagil Forum, Niżny Tagił      | Obronił tymczasowy tytuł WBA w wadze półciężkiej                                                                                 |
| Wygrana   | 8-0    | Yevgeni Makhteienko             | UD              | 10            | 29.10.2016 | Stadion Centralny, Jekaterynburg     | |
| Wygrana   | 7-0    | Felix Valera                    | UD              | 12            | 21.05.2016 | Megasport Arena, Moskwa              | Zdobył tymczasowy tytuł WBA w wadze półciężkiej                                                                                  |
| Wygrana   | 6-0    | Cleiton Conceição               | KO              | 4 (10), 2:24  | 18.02.2016 | The Hangar, Costa Mesa               | |
| Wygrana   | 5-0    | Jackson Junior                  | TKO             | 4 (10), 1:59  | 04.11.2015 | Tatneft Arena, Kazań                 | Zdobył wakujący tytuł WBA Inter-Continental w wadze półciężkiej                                                                  |
| Wygrana   | 4-0    | Felipe Romero                   | KO              | 8 (8), 2:38   | 27.08.2015 | The Hangar, Costa Mesa               | Zdobył wakujący tytuł WBC – USNBC Silver w wadze półciężkiej                                                                     |
| Wygrana   | 3-0    | Joey Vegas                      | KO              | 4 (8), 1:10   | 22.05.2015 | Hala Sportowa Łużniki, Moskwa        | |
| Wygrana   | 2-0    | Konstantin Piternov             | TKO             | 3 (6), 1:12   | 10.04.2015 | Hala Sportowa Łużniki, Moskwa        | |
| Wygrana   | 1-0    | Jorge Rodriguez Olivera         | TKO             | 6 (6), 1:44   | 28.11.2014 | Hala Sportowa Łużniki, Moskwa        | Debiut w boksie zawodowym |